# Damaris Wurmdobler
Damaris Wurmdobler (* 6. Januar 1949 als Damaris Heinz in Lich) ist eine deutsche Künstlerin. Sie hat als Malerin fast dreißig Sakralbauten künstlerisch gestaltet.

## Leben und Werk
Aufgewachsen ist Wurmdobler in Wiesbaden, wo sie 1969 am Elly-Heuss-Gymnasium das Abitur machte. Es folgte 1970 bis 1974 ein Studium an der Kunsthochschule Mainz mit Schwerpunkt „freies Zeichnen“ bei  Hermann von Saalfeld. Während eines Praktikums (1974 bis 1977) am Mainzer Dom- und Diözesanmuseum erlernte Wurmdobler altmeisterliche Maltechniken bei der Restaurierung polychrom gefasster Skulpturen aus der Zeit der Gotik und des Barock, sowie Leinwand- und Tafelbildmalerei. Im Jahr 1977 eröffnete sie gemeinsam mit ihrem Mann Vitus Wurmdobler ein Atelier für Restaurierung und Malerei im Schlossgebäude „Weiße Burg“ in Erbes-Büdesheim in Rheinhessen. In den folgenden Jahren ergänzte und vertiefte die Künstlerin ihre Kenntnisse über altmeisterliche Malerei durch die Praxis der Restaurierung und Rekonstruktion von Wandmalerei in Sakralbauten. 
Seit 1987 ist Wurmdobler als freischaffende Künstlerin tätig mit dem Schwerpunkt Wandmalerei und Neugestaltung von Kircheninnenräumen. Wurmdobler schuf zahlreiche Werke in sakralen Räumen, Wand- und Deckengemälde und Raumfassungen, unter anderem in der kath. Kirche in Mölsheim (1989), der kath. Kirche St. Nikolaus in Offenbach-Bieber (1991), der ev. Kirche in Merkenbach, der Johanniskirche in Hofheim am Taunus, der Kirche St. Martin in Offenheim (alle 1992). 
Es folgten die Gesamtausmalung des Innenraums der Kirche St. Mauritius in Mülheim-Kärlich mit einer Darstellung der Erzengel im Gewölbe über dem Altar (1993), Wandgemälde, Tafelbilder und Raumfassungen in Marienborn (1995), Hochborn (1995), Mülheim-Kärlich Maria Himmelfahrt, Hargesheim, Obertshausen (1996), Kür (1997), Neu Isenburg (1998), Obertshausen (1999), die Gesamtausmalung der Herz-Jesu-Kirche in Mayen (2000), sowie zahlreiche andere Werke und Ausgestaltungen bis heute (2013). 
Zu Wurmdoblers Hauptwerk zählt die künstlerische Gesamtausmalung des Innenraumes der Kirche St. Ludwig (Darmstadt) (2003–2005) zum Thema „Himmel – Erde – Transzendenz“. 
Wurmdobler lebt und arbeitet im rheinhessischen Erbes-Büdesheim.